# Kapo

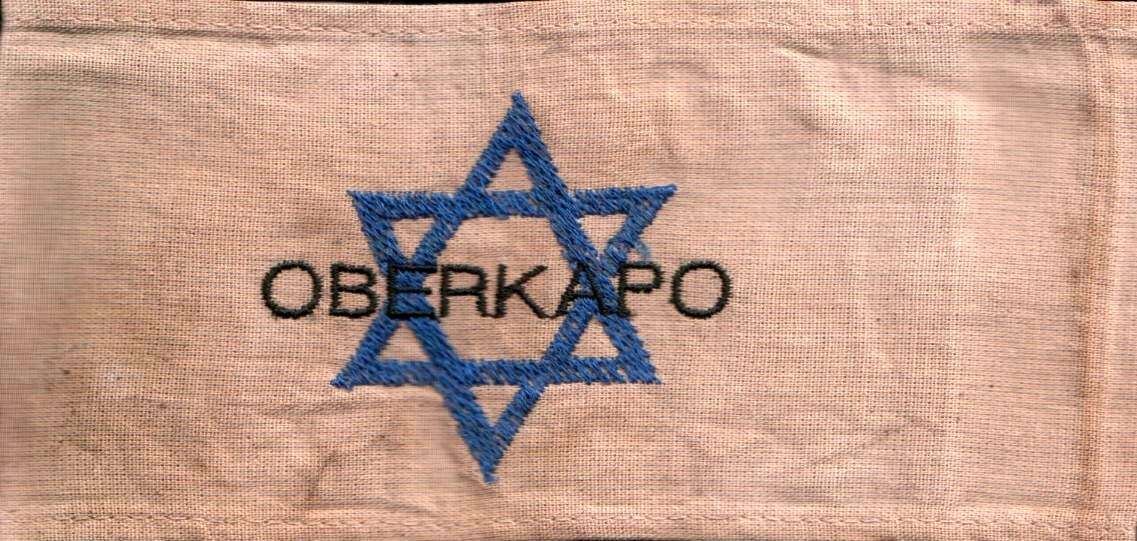
Armband van een Oberkapo

Een kapo was een gevangene in een nazikamp in de Tweede Wereldoorlog, die als taak had op de andere gevangenen toe te zien. Een kapo moest voor de SS het werk van de gevangenen begeleiden en hij was verantwoordelijk voor hun resultaten. Kapo's, die in de terminologie van de nationaalsocialisten Funktionshäftlinge werden genoemd, kregen voor hun verdiensten verschillende privileges, bijvoorbeeld alcohol. In grotere kampen was ook sprake van Oberkapo's, de bazen van de 'gewone' kapo's. Kapo's waren vaak misdadigers die deze functie aangeboden kregen om een zwaardere straf te ontlopen.
Ze werden geregeld vermoord en vervangen door anderen als er te veel gevangenen waren.

## Etymologie
De term kapo is afkomstig van het Italiaanse woord Capo dat hoofd, overste betekent. De term kapo zou voor het eerst gebruikt zijn in het concentratiekamp Dachau. Hij werd daar vermoedelijk overgenomen van Italiaanse arbeiders die in het begin van de jaren dertig van de twintigste eeuw in het zuiden van Beieren werkzaam waren bij de wegenaanleg; de voorman wordt dan aangeduid als "capo".
Vanuit het modelkamp Dachau zou de term zich verspreid hebben naar de andere kampen, aanvankelijk soms in een ietwat verbasterde vorm: Kaput. Kaput is afgeleid van het Latijnse caput, hoofd, waarvan tevens het Franse woord caporal (korporaal) is afgeleid. In het concentratiekamp Erika nabij de Nederlandse stad Ommen werd Kaput vernederlandst tot kapoet.